# Ulrich Melchinger
Ulrich Melchinger (* 19. Mai 1937 in Frankfurt am Main; † 22. Juni 1979 in Freiburg im Breisgau) war ein deutscher Opernregisseur.

## Leben
Melchinger ist der Sohn des Theaterkritikers Siegfried Melchinger. Er wuchs in Frankfurt am Main auf und wechselte mit seinen Eltern nach Kriegsende nach Wien. Er studierte dort Musik und Klavier und beendete seine Ausbildung 1957 in Stuttgart. Anschließend war er Produktionsassistent an der Wiener Staatsoper bei Herbert von Karajan und ging dann als Regisseur an die Hamburgische Staatsoper. Mit Beginn der Spielzeit 1964/65 wurde er Oberspielleiter an der Oper des Theaters Lübeck.
Von 1966 bis 1977 war Melchinger Oberspielleiter am Staatstheater Kassel, wo er durch moderne, politisch aktualisierte Inszenierungen des Wagner-Rings (1970–1974) auf sich aufmerksam machte. „Melchinger ließ als erster die Walküren mit Motorrädern auftreten, machte Walhall zur Reichskanzlei.“ Wichtiger Partner seiner Kasseler Inszenierungen war Thomas Richter-Forgách, der Bühnenbild und Kostüm entwarf. Notorisch wurde seine Inszenierung des Fliegenden Holländers als schwarze Messe von 1976, die im Publikum zu Tumulten führten. Im Begleitprogramm der documenta 8 wurde Melchingers Ring-Inszenierung 1987 als bis dahin „berühmteste Produktion“ des Staatstheaters komplett wiederaufgenommen. Er verließ das Haus wegen künstlerischen Meinungsverschiedenheiten.
Ab 1977 war er bei Manfred Beilharz Oberspielleiter in Freiburg, inszenierte im Oktober 1978 die Uraufführung von Franz Schrekers Christophorus, als Koproduktion mit den Berliner Festwochen und begann mit Don Giovanni einen Mozart-Opernzyklus einzustudieren. Er starb 42-jährig während der Vorbereitungen zur Aufführung der Zauberflöte an einem Herzinfarkt. Er war verheiratet und hinterließ vier Kinder.